# Kusireti
Kusireti (en georgiano: კუსირეთი) o Kusret (en osetio: Къусрет) es un pueblo que pertenece a la parcialmente reconocida República de Osetia del Sur, parte del distrito de Tsjinval, aunque de iure pertenece al municipio de Kurta de la región de Iberia Interior de Georgia.

## Geografía
Kusireti se encuentra en el valle del río Gran Liajvi, a 2 km de Tsjinvali. 

## Historia
De 1922 a 1990, formó parte del distrito de Tsjinval del óblast autónomo de Osetia del Sur. De 1990 a 2006, formó parte del raión de Kareli y, desde 2006, forma parte del municipio de Kurta. 
Durante la guerra de Osetia del Sur de 1991-1992, las autoridades osetias lograron controlar el pueblo y los georgianos huyeron del lugar. 

## Demografía
La evolución demográfica de Kusireti entre 1916 y 2015 fue la siguiente:
| 162                                                      | 86 | 60 | 77 |
| (Fuente: Population of South Ossetia since Soviet times) |    |    |    |

Según el censo soviético de 1959, la mayoría de la población local eran osetios. En el censo ruso de 1916 y el soviético de 1989, la composición étnica del pueblo era la siguiente:
|              | 1916      | 1916       |
| Grupo étnico | Población | Porcentaje |
| ------------ | --------- | ---------- |
| Georgianos   | 0         | 0%         |
| Osetios      | 162       | 100%       |
| Total        | 162       | 100%       |

## Infraestructura

### Arquitectura, monumentos y lugares de interés
En la aldea están las ruinas de una iglesia de los siglos VIII-IX. Cerca de la iglesia se alza una torre cuadrada (siglo XVII).